# Tangojó
Tangojó är en ort i Mexiko.   Den ligger i kommunen Landa de Matamoros och delstaten Querétaro Arteaga, i den centrala delen av landet, 190 km norr om huvudstaden Mexico City. Tangojó ligger 519 meter över havet och antalet invånare är 256.
Terrängen runt Tangojó är bergig västerut, men österut är den kuperad. Tangojó ligger nere i en dal som går i öst-västlig riktning. Runt Tangojó är det ganska glesbefolkat, med 42 invånare per kvadratkilometer. Närmaste större samhälle är Jacala, 18,8 km sydväst om Tangojó. I omgivningarna runt Tangojó växer huvudsakligen savannskog.